# 元祐更化
元祐更化，發生於王安石變法實行18年後，即在元祐年間（1086～1093），司馬光一派掌權主政廢盡新法的事件，是北宋新舊黨爭全面爆發的一個轉捩點。

## 神宗病逝
元豐八年（1085年）三月，支持變法的宋神宗病逝，變法派失去後台，由子趙煦年幼即位，是為宋哲宗，高太后垂簾聽政，司馬光執政，打出“以母改子”的旗號，攻击“王安石不达政体，专用私见，变乱旧章，误先帝任使”，幾盡罷新法，“凡熙宁以来政事弗便者，次第罢之”，所謂「元祐更化」，此一時期改革派人士如蔡確、章惇、吕惠卿、曾布等人，全被迫害贬黜。

## 新法廢除
在「元祐更化」之前，變法已進行十餘年，无论是新党还是旧党人物，大都认为新法有利有弊，如將新推的免役法与原本的差役法相比较还是利大于弊，即使不能說是完全成功，但也有真正便民、利民之處。由此蘇軾認為免役法確實可行，他在《與滕達道書》中承認，「吾齊新法之初，輒守偏見，至有異同之論。雖此心耿耿，歸於憂國；而所言差謬，少有中理者……回視向之所執，益覺疏矣」。
然而司馬光自始至终都偏執反对王安石变法，廢除新法之徹底帶有十餘年來政治上的個人仇恨情緒。苏轼认为司马光“专欲变熙宁之法，不复较量利害，参用所长”，苏轼将自己在密州实践免役法的好处告訴司马光，但司馬光執意如此，一意孤行。苏轼十分愤慨，回家后，怒呼：“司马牛，司马牛！”而蘇軾在給杨元素信中亦提到：“昔之君子，惟荆（王安石）是师；今之君子，惟温（司马光）是随。所随不同，其为随一也。老弟（苏轼）与温相知至深，始终无间，然多不随耳。”明末清初大儒王夫之在《宋論》中批评元祐诸公“皆与王安石已死之灰争是非，寥寥焉无一实政之见于设施”。

## 哲宗恢復新法
元祐八年九月，高太后去世，宋哲宗掌握大權，改元「紹聖」，意為承紹聖人（其父神宗），哲宗全面否定「元祐更化」，大力打擊元祐大臣。王夫之稱哲宗亲政后，“在位十四年中，无一日而不为乱媒，无一日而不为危亡地，不徒绍圣为然矣。”

## 後果

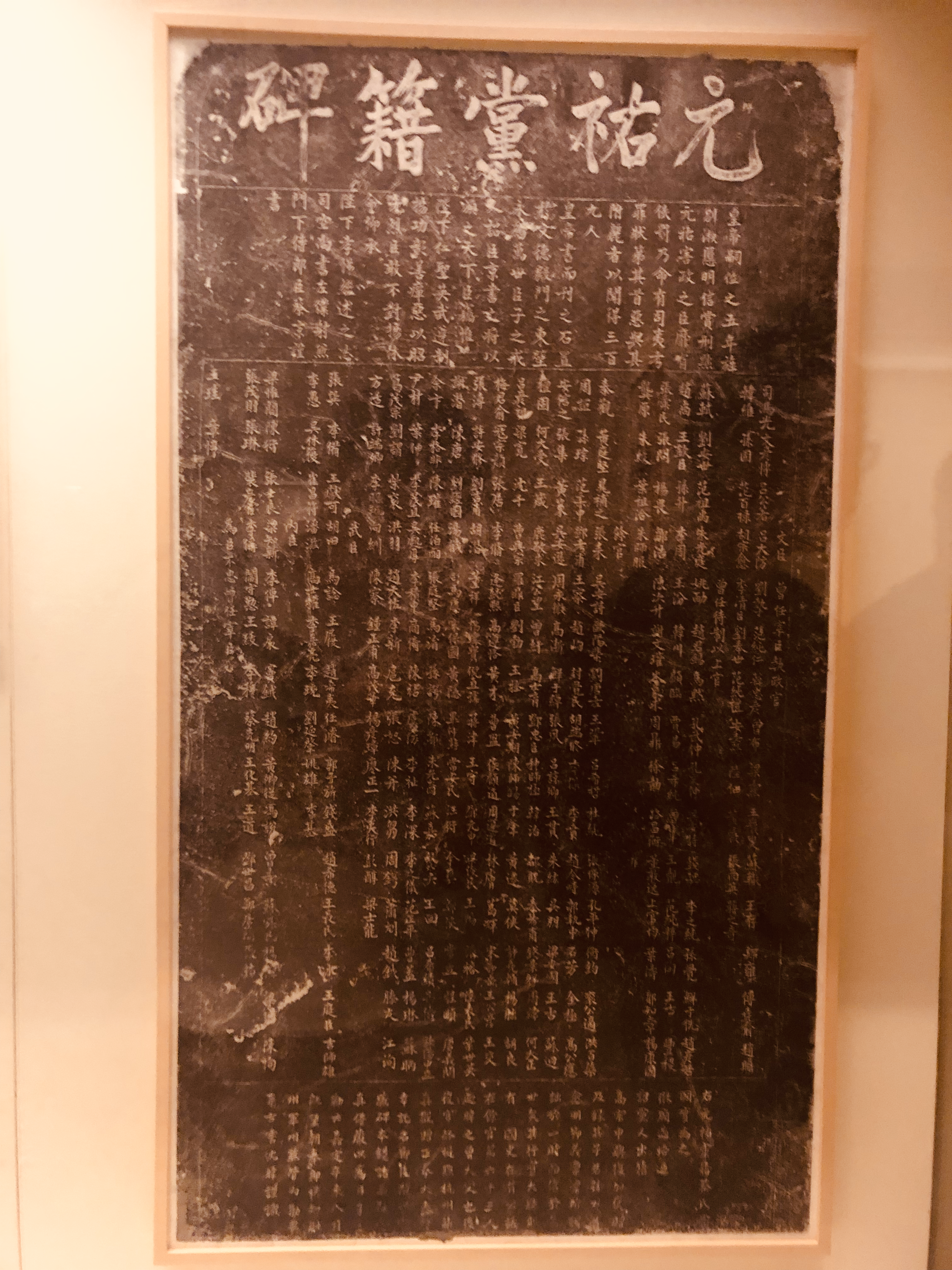
记载元祐党人名字的石碑

哲宗繼承神宗政策恢復新法，但因人易政的反覆變換導致民眾與官員無所適從，不論好壞的法律都效果大減，使北宋末年的黨爭淪為意氣與仇恨之爭而非政策討論，直至北宋滅亡。